# ジョー・ファレル
ジョー・ファレル（Joe Farrell、本名：Joseph Carl Firrantello、1937年12月16日 - 1986年1月10日）は、アメリカ合衆国のジャズのテナー・サックス、ソプラノ・サックス、フルート奏者、作曲家。CTIレコードでリーダー・アルバムを録音し、チック・コリアのリターン・トゥ・フォーエヴァーの初期メンバーとして活動した。

## 略歴
ジョー・ファレルはアメリカ合衆国イリノイ州シカゴハイツ生まれ。
1960年代には、サド・ジョーンズ / メル・ルイス・ジャズ・オーケストラで演奏していた。チャールズ・ミンガス、アンドリュー・ヒル、ジャッキー・バイアード、エルヴィン・ジョーンズと共に録音を行った。
ジョー・ファレルはフューズ・ワンで1980年の同名アルバムを発売し、ポップスのホール&オーツのアルバムにはオーボエ、ソプラノ・サックスで参加した。
アルバム『スリー・ウェイ・ミラー』でブラジル人パーカッション奏者アイアート・モレイラやその妻フローラ・プリム（Flora Purim）と共演し、CDジャケットのメッセージは「1987年のアルバムをジョー・ファレルへ捧げます」と記載され、ジョー・ファレルの最後の録音が収録されている。
ジョー・ファレルは、1986年1月10日、カリフォルニア州ロサンゼルスで骨癌により48歳で亡くなった。
2008年、ジョー・ファレルの娘キャサリーン・フィランテッロ（Kathleen Firrantello）はジョー・ファレルが1974年に作曲した「Upon This Rock」を許可を得ず別の楽曲に使用したラッパーのカニエ・ウェスト、メソッド・マン、レッドマン、コモンを提訴し、少なくとも100万ドルの懲罰損害賠償、曲の更なる複製禁止の履行を求めた。

## ディスコグラフィ

### リーダー・アルバム
- 『ジョー・ファレル・クァルテット』 - Joe Farrell Quartet (1970年、CTI 6003) ※with John McLaughlin, Chick Corea, Jack DeJohnette, Dave Holland, reissued as Song of the Wind CTI 6067 in 1974
- 『アウトバック』 - Outback (1971年、CTI 6014) ※with Chick Corea, Buster Williams, Elvin Jones, Airto Moreira
- 『ムーン・ジャームス』 - Moon Germs (1972年、CTI 6023) ※with Herbie Hancock, Stanley Clarke, Jack DeJohnette
- 『ペニー・アーケード』 - Penny Arcade (1973年、CTI 6034) ※with Herbie Hancock, Joe Beck, Herb Bushler, Steve Gadd, Don Alias
- 『アポン・ディス・ロック』 - Upon This Rock (1974年、CTI 6042) ※with Herbie Hancock, Joe Beck, Herb Bushler, Jim Madison, Don Alias, Steve Gadd
- 『キャンド・ファンク』 - Canned Funk (1975年、CTI 6053) ※with Joe Beck, Herb Bushler, Jim Madison, Ray Mantilla
- 『ベンソン&ファレル』 - Benson & Farrell (1976年、CTI 6069) ※Duo album with George Benson/with Eddie Daniels, David Tofani, Don Grolnick, Will Lee, Gary King, Andy Newmark, Sonny Bravo
- 『教会と牡牛』 - La Cathedral Y El Toro (1978年、Warner Bros 3121)
- 『ナイト・ダンシング』 - Night Dancing (1978年、Warner Bros 3225)
- 『スケート・ボード・パーク』 - Skate Board Park (1979年、Xanadu 174) ※with Chick Corea, Bob Magnusson, Larance Marable
- 『ソニック・テキスト』 - Sonic Text (1980年、Contemporary) ※with Freddie Hubbard, George Cables, Tony Dumas, Peter Erskine, Original Jazz Classics, Fantasy 1993
- Farrell's Inferno (1980年、Jazz a la Carte) ※with Victor Feldman, Bob Magnusson, John Guerin
- 『ダーン・ザット・ドリーム』 - Darn That Dream (1982年、Drive Archive 41038) ※with Art Pepper, Tony Dumas, John Dentz, George Cables
- 『ヴィム・アンド・ヴィガー』 - Vim 'n' Vigor (1983年、Timeless) ※with Louis Hayes

### 参加アルバム
パティ・オースティン
- 『エンド・オブ・ア・レインボー』 - End of a Rainbow (1976年、CTI)

アヴェレイジ・ホワイト・バンド
- 『アヴェレイジ・ホワイト・バンド』 - AWB (1974年)

ザ・バンド
- 『ロック・オブ・エイジス』 - Rock of Ages (1972年)

ジョージ・ベンソン
- 『ティル・イット・ライク・イット・イズ』 - Tell It Like It Is (1969年、A&M/CTI)
- 『グッド・キング・バッド』 - Good King Bad (1975年、CTI)

ジャッキー・バイアード
- Jaki Byard Quartet Live! (1965年)
- The Last from Lennie's (2003年) ※1965年録音

ビリー・コブハム
- 『スペクトラム』 - Spectrum (1973年)

チック・コリア / リターン・トゥ・フォーエヴァー
- 『トーンズ・フォー・ジョーンズ・ボーンズ』 - Tones for Joan's Bones (1966年)
- 『リターン・トゥ・フォーエヴァー』 - Return to Forever (1972年)
- 『ライト・アズ・ア・フェザー』 - Light as a Feather (1972年)
- 『妖精』 - The Leprechaun (1976年)
- 『ミュージックマジック』 - Musicmagic (1977年)
- 『マッド・ハッター』 - The Mad Hatter (1978年)
- 『フレンズ』 - Friends (1978年)
- 『ライブ・ベスト』 - Live (1978年)
- 『シークレット・エージェント』 - Secret Agent (1978年)

ルー・ドナルドソン
- 『ソフィスティケイテッド・ルー』 - Sophisticated Lou (1973年)

アレサ・フランクリン
- 『輝く愛の世界』 - Let Me in Your Life (1974年)

フューズ・ワン
- 『フューズ・ワン』 - Fuse One (1980年)

グラント・グリーン
- 『ザ・メイン・アトラクション』 - The Main Attraction (1976年、Kudu)

アービー・グリーン
- 『ザ・フォックス』 - The Fox (1976年、CTI)

アンドリュー・ヒル
- 『ダンス・ウィズ・デス』 - Dance with Death (1968年)
- Passing Ships (2003年) ※1969年録音

ジャッキー&ロイ
- 『ア・ワイルダー・アーリアス』 - A Wilder Alias (1973年、CTI)

アントニオ・カルロス・ジョビン
- 『ストーン・フラワー』 - Stone Flower (1970年、CTI)
- 『潮流』 - Tide (1970年、A&M)

エルヴィン・ジョーンズ
- 『プッティン・イット・トゥゲザー』 - Puttin' It Together (1968年、Blue Note)
- 『ジ・アルティメイト』 - The Ultimate (1968年、Blue Note)
- 『ポリ・カレンツ』 - Poly-Currents (1970年、Blue Note)
- 『ジェネシス』 - Genesis (1971年、Blue Note)
- 『メリー・ゴー・ラウンド』 - Merry-Go-Round (1971年、Blue Note)
- 『ニュー・アジェンダ』 - New Agenda (1975年、Vanguard)

ジョン・ラーキン （スキャットマン・ジョンの旧名）
- John Larkin (1986年)

ザ・ジェフ・ローバー・フュージョン
- 『ソフト・スペース』 - Soft Space (1978年)

パット・マルティーノ
- 『ストリングス!』 - Strings! (1967年)

チャールズ・ミンガス
- 『プリ・バード』 - Pre Bird (1960年)

アイアート・モレイラ
- 『フリー』 - Free (1972年、CTI)

ラロ・シフリン
- 『ブラック・ウィドウ』 - Black Widow (1976年、CTI)
- 『タワーリング・トッカータ』 - Towering Toccata (1976年、CTI)

ドン・セベスキー
- 『ジャイアント・ボックス』 - Giant Box (1973年、CTI)

ボビー・ティモンズ
- 『ガット・トゥ・ゲット・イット!』 - Got to Get It! (1967年、Milestone)

野口五郎
- 『GORO IN NEW YORK / 異邦人』 (1977年、Polydor)